# 腸骨

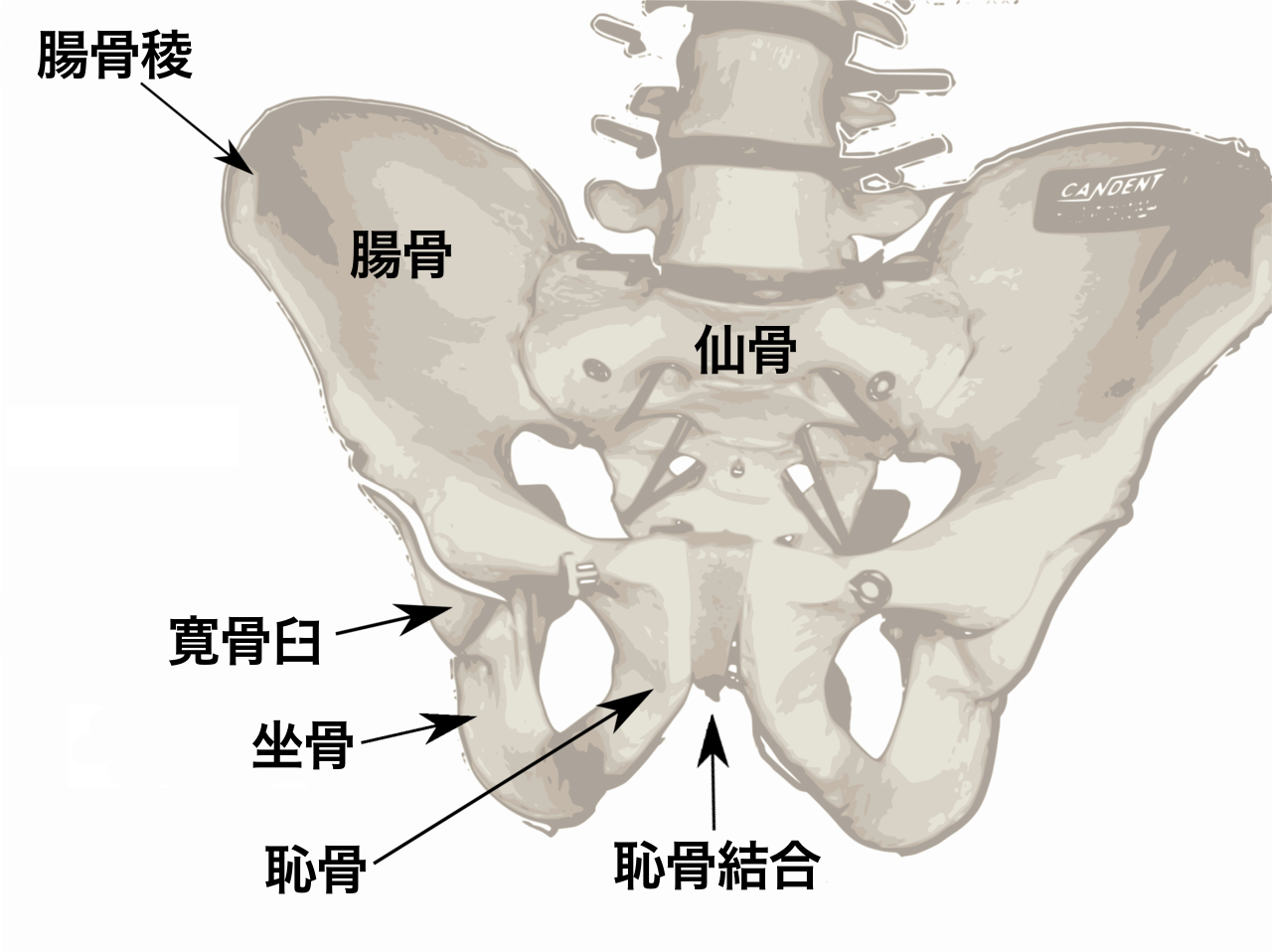
骨盤の図

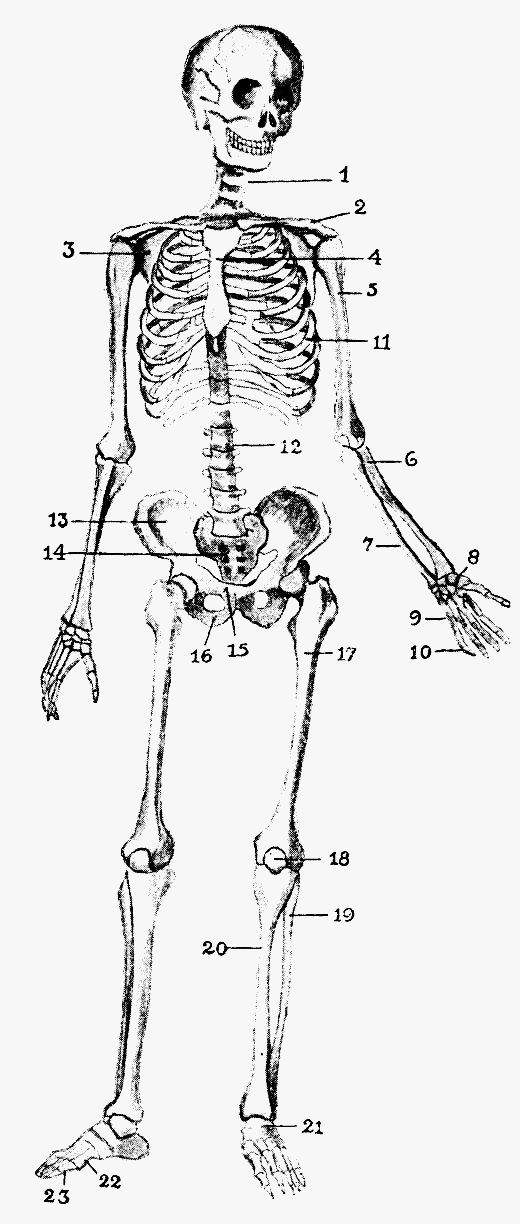
全身骨格図　13番が腸骨の位置である。

腸骨（ちょうこつ、英語: Ilium、ラテン語: ilium、os. ilium）は、四肢動物の腰帯を構成する骨の一つである。
ヒトの場合、坐骨 (Ischium)、腸骨、恥骨 (Pubis) をあわせて寛骨と呼ばれる。骨盤は、左右1対の寛骨、仙骨、尾骨で構成され、腸骨は骨盤最大の骨である。腸骨には上前腸骨棘、下前腸骨棘という突起部分があり、上前腸骨棘には縫工筋と大腿筋膜張筋の主要な筋肉が付着する。上前腸骨棘は腰に手を当てた時に指に触れるでっぱりである

## 血液との関係
腸骨には人体でもっとも大量の骨髄が存在し、成人では血液のおよそ半分は腸骨で作られる。骨髄を採取する場合は腸骨稜の後側、上後腸骨棘を中心とした場所から採取する。

## 腸骨から起始する筋肉
- 腸骨筋
- 大殿筋
- 中殿筋
- 小殿筋
- 大腿筋膜張筋
- 腰方形筋
- 内腹斜筋
- 腹横筋

## 腸骨に停止する筋肉
- 外腹斜筋